# Список объектов всемирного наследия ЮНЕСКО в Мозамбике
В списке Всемирное наследие ЮНЕСКО в Мозамбике значится 1 наименование (на 2013 год) в основном списке, это составляет 0,1 % от общего числа (962 на 2012 год). Так же, по состоянию на 2013 год, в предварительный список внесено 4 объекта

## Списки
В таблице объекты расположены в порядке их добавления в список.
Список объектов всемирного наследия ЮНЕСКО
| # | Изображение     | Название        | Местоположение                                  | Время создания | Год внесения в список | №   | Критерии |
| - | --------------- | --------------- | ----------------------------------------------- | -------------- | --------------------- | --- | -------- |
| 1 | Остров Мозамбик | Остров Мозамбик | остров у побережья Мозамбика, на севере страны. | -              | 1991                  | 599 | iv, vi   |

Кандидаты на включение в основной список
| # | Изображение | Название                                                                     | Местоположение       | Время создания    | Год внесения в список | №    | Критерии  |
| - | ----------- | ---------------------------------------------------------------------------- | -------------------- | ----------------- | --------------------- | ---- | --------- |
| 1 |             | Маныикени (англ. Manyikeni) и Чибуене (англ. Chibuene)                       | Регион: Мозамбик     | I — II тыс. н. э. | 1997                  | 919  | iii       |
| 2 |             | Архипелаг Киримба (англ. The Quirimbas Archipelago)                          | Регион: Кабу-Делгаду | —                 | 2008                  | 5380 | ii, iv, х |
| 3 |             | Хребет Вумба (англ. Vumba Mountain Range)                                    | Регион: Маника       | —                 | 2008                  | 5381 | iii, vi   |
| 4 |             | Морской заповедник Понта де Оуро (англ. Ponta de Ouro Protected Marine Area) | Регион: Мапуту       | —                 | 2008                  | 5382 | vii, x    |